# Guido Fubini

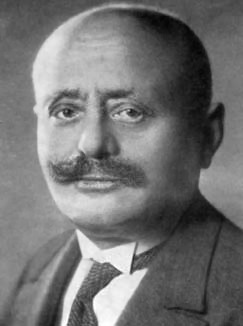
Guido Fubini

Guido Fubini (Venetië, 19 januari 1879 - New York, 6 juni 1943) was een Italiaans wiskundige, bekend van de stelling van Fubini. Hij trouwde en had twee zoons die beiden ingenieur werden.
Op jonge leeftijd werd Fubini richting de wiskunde gestuurd door zijn leraren en zijn vader, zelf een wiskundeleraar. In 1896 startte hij aan de Scuola Normale Superiore di Pisa waar hij studeerde onder de bekende wiskundigen Ulisse Dini en Luigi Bianchi. Hij vestigde zijn naam met zijn proefschrift uit 1900 met de titel Cliffords parallellisme in elliptische ruimtes dat werd besproken in een veel gelezen boek van Bianchi uit 1902 over differentiaalmeetkunde.
Na zijn promotie volgde een reeks professoraten. In 1901 begon hij met lesgeven aan de Universiteit van Catania op Sicilië. Vrij kort daarna stapte hij over naar de Universiteit van Genua en in 1908 verhuisde hij naar Turijn waar hij begon aan de Technische Universiteit en daarna aan de Universiteit waar hij enkele tientallen jaren zou blijven.
Tijdens zijn onderzoek richtte hij zich primair op onderwerpen in de analyse, en met name differentiaalvergelijkingen, functionaalanalyse en functietheorie. Hij maakte echter ook uitstapjes naar onderwerpen zoals de variatierekening, groepentheorie, niet-euclidische meetkunde en projectieve meetkunde. Bij het uitbreken van de Eerste Wereldoorlog verschoof zijn aandacht naar de toegepaste wiskunde en de nauwkeurigheid van artillerie. Na de oorlog bleef zijn aandacht voor de toegepaste wiskunde en werkte hij aan vraagstukken in elektrisch netwerken en de akoestiek.
In 1939, toen Fubini 60 jaar oud was, werd onder de fascisten van Benito Mussolini een anti-Joods beleid van kracht. Als Jood vreesde Fubini voor de veiligheid van zijn familie en accepteerde een uitnodiging van de Princeton-universiteit om daar les te komen geven. Enkele jaren later overleed hij in New York.

## Boeken door G. Fubini
- Lezioni di analisi matematica (Società Tipografico-Editrice Nazionale, Torino, 1920)
- Introduzione alla teoria dei gruppi discontinui e delle funzioni automorfe (Pisa: E. Spoerri, 1908)